# Aes signatum

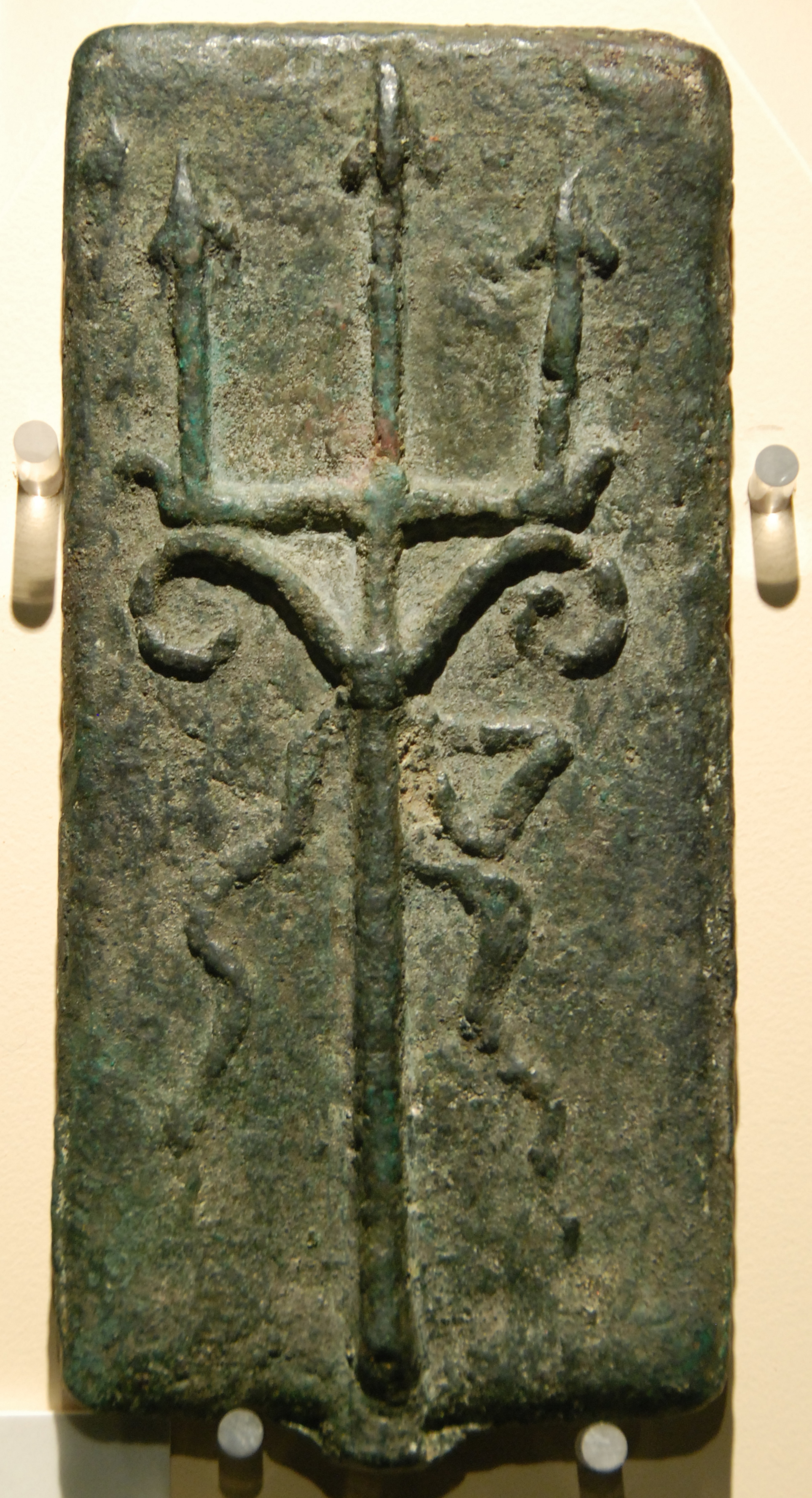
Aes Signatum, Стародавній Рим, 450 до н. е.; бронза; 185,00x90,00 мм; 1616,62 гр; Ватиканська бібліотека, Рим

Aes signatum (з латинської — штампована бронза) — позначений, литий шматок бронзи з певною визначеною якістю і вагою, позначений штампом, що використовувався як гроші в стародавньому Римі та Центральній Італії до входження у обіг Aes Grave у середині 4 століття до нашої ери.
Коли саме вперше Aes signatum був введений у обіг є невизначено. Народна традиція приписує вживання їх як платіжного засобу ще за часів Сервія Тулія, але, зважаючи на високу якість їх виготовлення, знайдені навіть найбільш ранні зразки, це здається дуже малоймовірним. Можливо, це припадає на раніше 5 століття до н. е. Aes signatum позначалися символами бика, орла та іншими також релігійними символами. Найбільш ранні з відомих Aes signatum не були відлиті в Римі, а в центральній Італії, Етрурії, Умбрії. Вони мали вилитий знак гілки дерева з галузками, що відходять по сторонах. Через це їх назвали Ramo Secco (сухі гілки). Вони не прирівнюють до ваги стандартних Aes signatum, та їхня вага коливається від близько 600 грамів до 2500 грамів. Ramo Secco як правило поділялися на 5 дрібніших частин, з яких і походить римський стандарт ваги — Ас.
Aes signatum не випускав монетний двір, а виливалися у ливарнях, та відповідно, стали мірою вартості витіснивши непозначені бронзові Aes rude.